# 竹田站 (大邱廣域市)
竹田站（：／ Jukjeon yeok */?）是大邱地鐵2號線沿線的一座地下車站，位於韓國大邱廣域市达西区甘三洞，韓語副站名為「區醫院」（구병원）。

## 車站結構
站體為1面2線島式月台的地下車站，候車月台設有月台幕門，並有4處出口。

### 月台配置
| 龍山 ↑   |
| 下 上 \| |
| ↓ 甘三   |

| 月台 | 路線               | 目的地                   |
| ---- | ------------------ | ------------------------ |
| 上行 | ●大邱都市鐵道2號線 | 龍山、啟明大、汶陽方向   |
| 下行 | ●大邱都市鐵道2號線 | 半月堂、泛魚、嶺南大方向 |

## 歷史
- 2005年10月18日：開通啟用。

## 車站周邊
- 竹田119消防安全中心
- 未來女性醫院
- 大邱醫院（朝鲜语：대구의료원）
- 甘三洞郵局
- 大邱银行竹田洞分行
- 竹田聖堂
- E-mart甘三店

## 圖片

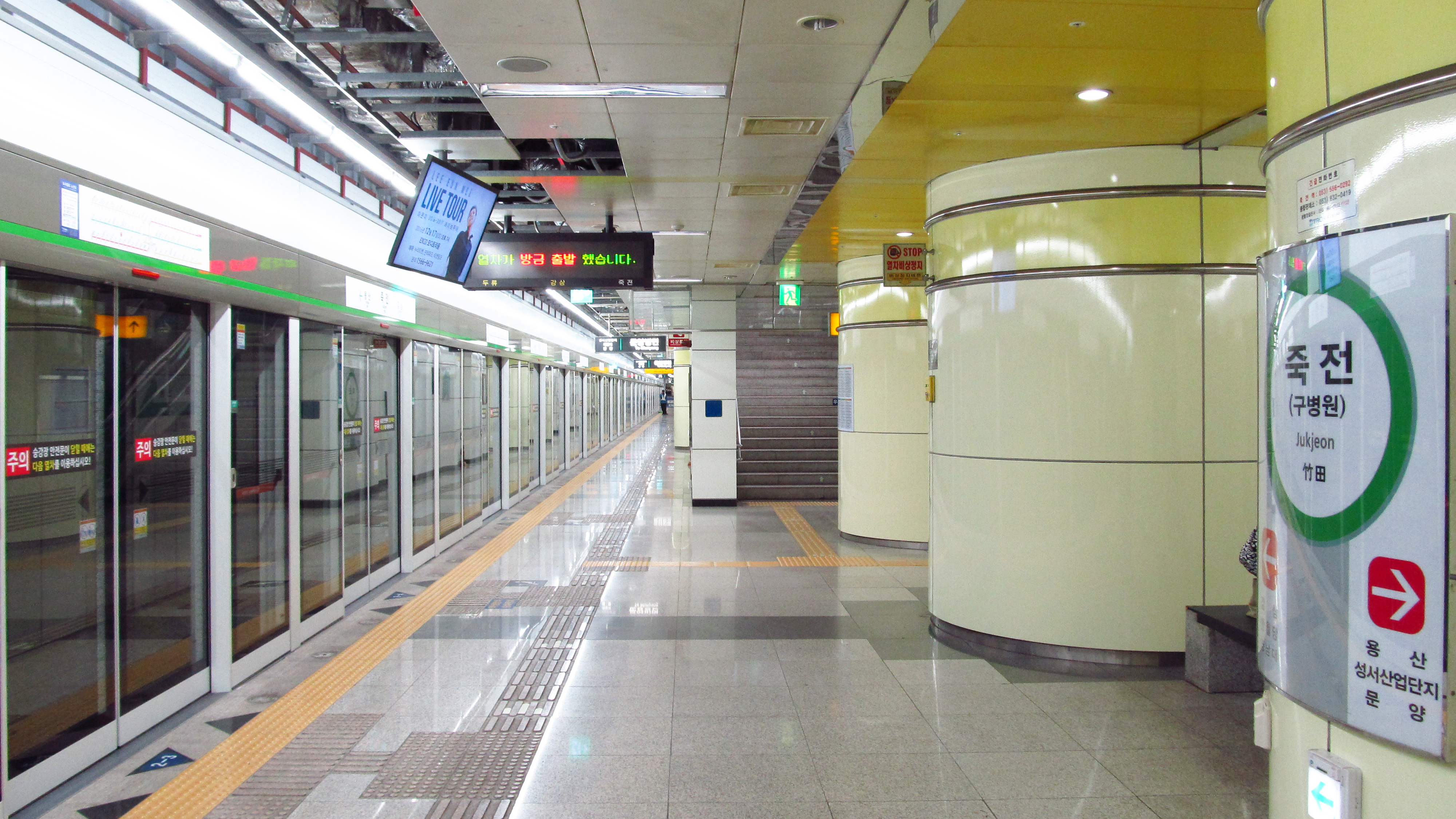
候車月台
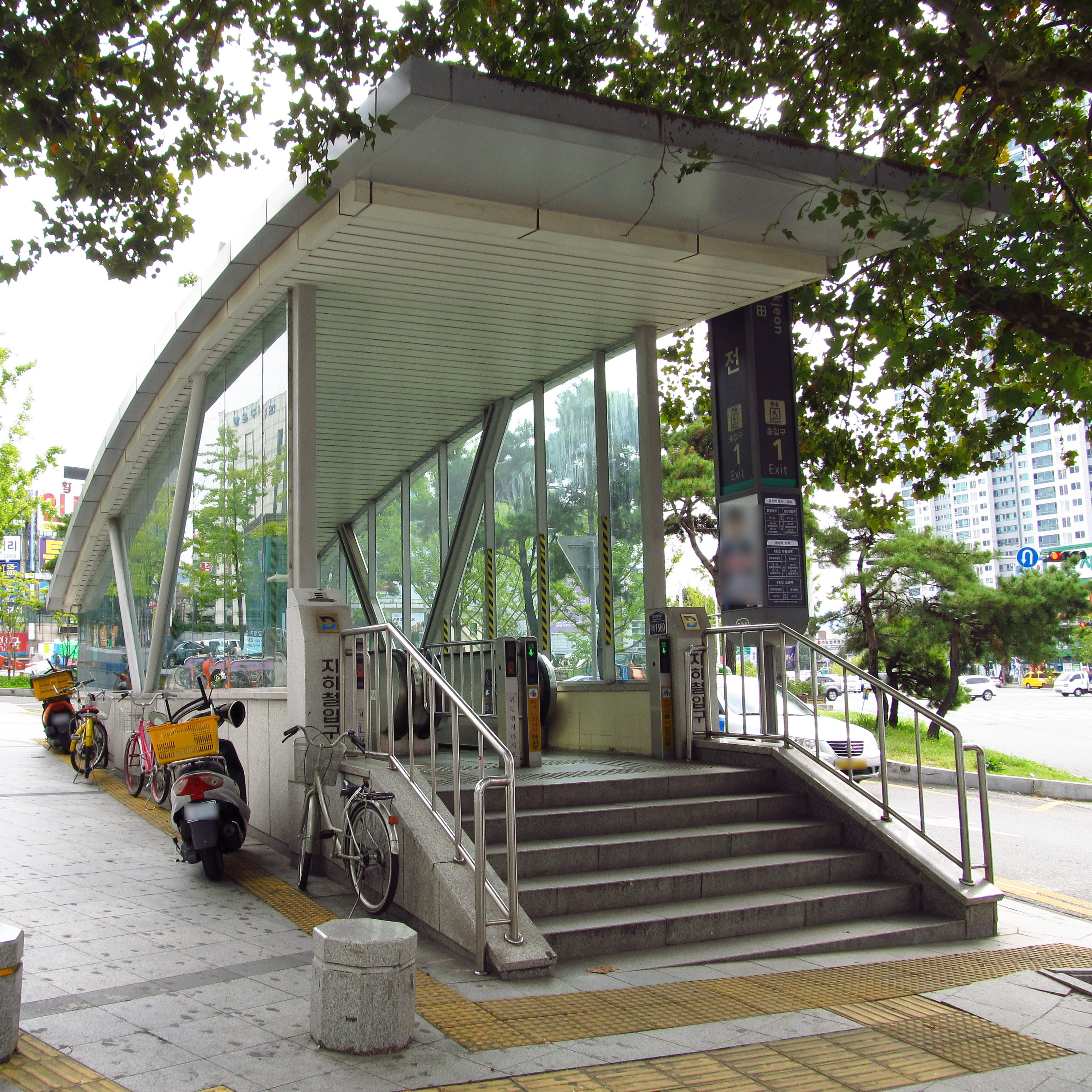
1號出口
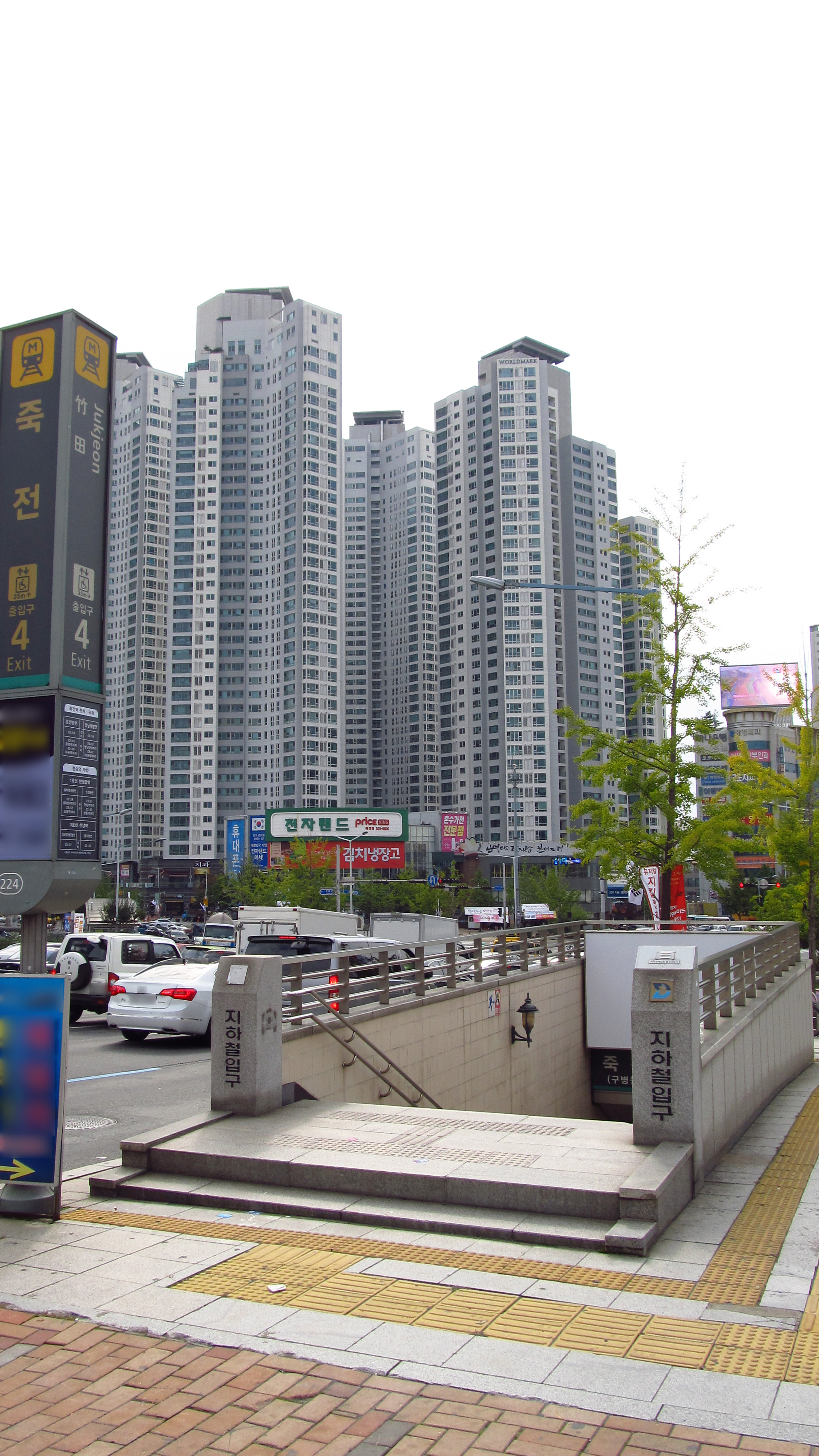
4號出口

## 相鄰車站
大邱都市鐵道公社
●大邱都市鐵道2號線
龍山（223）－竹田（224）－甘三（225）